# Europameisterschaften im Modernen Fünfkampf 2004
Die Europameisterschaften im Modernen Fünfkampf 2004 wurden in Albena, Bulgarien, ausgetragen.

## Herren

### Einzel
| Platz | Land       | Sportler           |
| ----- | ---------- | ------------------ |
| 1     | Litauen    | Edvinas Krungolcas |
| 2     | Tschechien | Michal Michalík    |
| 3     | Frankreich | Cédric Pla         |

### Mannschaft
| Platz | Land       | Sportler                                       |
| ----- | ---------- | ---------------------------------------------- |
| 1     | Belarus    | Jahor Lapo Dsmitryj Meljach Aleksandr Bysov    |
| 2     | Tschechien | Martin Dvořák Michal Michalík Michal Sedlecký  |
| 3     | Russland   | Dmitri Galkin Rustem Sabirchusin Alexei Turkin |

### Staffel
| Platz | Land     | Sportler                                     |
| ----- | -------- | -------------------------------------------- |
| 1     | Ungarn   | Sándor Fülep Ádám Marosi Ákos Kállai         |
| 2     | Russland | Pawel Sasonow Alexei Lebedinez Alexei Turkin |
| 3     | Polen    | Marcin Horbacz Maciej Kacer Andrzej Stefanek |

## Damen

### Einzel
| Platz | Land         | Sportlerin       |
| ----- | ------------ | ---------------- |
| 1     | Ungarn       | Csilla Füri      |
| 2     | Russland     | Tatjana Muratowa |
| 3     | Griechenland | Katalin Partics  |

### Mannschaft
| Platz | Land     | Sportlerinnen                                                  |
| ----- | -------- | -------------------------------------------------------------- |
| 1     | Russland | Tatjana Muratowa Jewdokija Gretschischnikowa Olesja Welitschko |
| 2     | Ungarn   | Adrienn Szathmáry Csilla Füri Vivien Máthé                     |
| 3     | Polen    | Paulina Boenisz Edyta Małoszyc Magdalena Sędziak               |

### Staffel
| Platz | Land     | Sportlerinnen                                                       |
| ----- | -------- | ------------------------------------------------------------------- |
| 1     | Russland | Jewdokija Gretschischnikowa Olesja Welitschko Alexandra Sadownikowa |
| 2     | Ungarn   | Zsuzsanna Vörös Csilla Füri Adrienn Szathmáry                       |
| 3     | Belarus  | Tazzjana Masurkewitsch Hanna Archipenka Nastassja Samussewitsch     |

## Medaillenspiegel
| Platz | Land         | Goldmedaille | Silbermedaille | Bronzemedaille |
| ----- | ------------ | ------------ | -------------- | -------------- |
| 1     | Russland     | 2            | 2              | 1              |
| 2     | Ungarn       | 2            | 2              | –              |
| 3     | Belarus      | 1            | –              | 1              |
| 4     | Litauen      | 1            | –              | –              |
| 5     | Tschechien   | –            | 2              | –              |
| 6     | Polen        | –            | –              | 2              |
| 7     | Frankreich   | –            | –              | 1              |
| 7     | Griechenland | –            | –              | 1              |